# Lepidosaphes piperis
Lepidosaphes piperis är en insektsart som först beskrevs av Green 1908.  Lepidosaphes piperis ingår i släktet Lepidosaphes och familjen pansarsköldlöss. Inga underarter finns listade i Catalogue of Life.